# Ilka Vašte
Ilka Vašte (rojena Burger), slovenska pisateljica, * 2. junij 1891, Novo mesto, † 3. julij 1967, Ljubljana.
Ilka Vašte je ena najplodovitejših slovenskih romanopisk, saj je z desetimi dolgimi romani na petem mestu med slovenskimi avtorji zgodovinskega romana. 
Ilka Vašte je v Ljubljani končala učiteljišče. Službovala je kot učiteljica na Ciril Metodovi šoli v Trstu in kasneje na dekliški meščanski šoli v Ljubljani. Zanimala se je za literaturo in slikarstvo, ki se ga je učila pri Ivani Kobilica. Prve pravljice so izšle leta 1921, ki so vzbudile v mladih posebna doživetja pravljičnega sveta, v Mejaših pa je obudila narodni boj Slovencev z Langobardi.
Znana je bila po svojih globokih protiklerikalnih prepričanjih in liberalnih nazorih.
Po njej se danes imenuje ulica v Novem mestu.

## Dela
- trilogija Mejaši (1923), Zaklad v Emoni (Razori 1933-35), Svet v zatonu (1953)
- Umirajoče duše (1929)
- Vražje dekle (1933)
- Rožna devica (La rosiere) (1940)
- Roman o Prešernu (1937)
- Visoka pesem (1953)
- Izobčenec (1960)
- Upor (1950)
- Gričarji (1956)
- Podobe iz mojega življenja (1964)
- Žrtev novega življenja (2017)